# Distretto di Hashima
Il distretto di Hashima (羽島郡, Hashima-gun?) è uno dei distretti della prefettura di Gifu, in Giappone.
Attualmente fanno parte del distretto i comuni di Ginan e Kasamatsu.
| Controllo di autorità | VIAF (EN) 150108559 · LCCN (EN) n81096420 · J9U (EN, HE) 987007552855305171 · NDL (EN, JA) 00410864 |